# Фгура
Фгура (мальт. Il-Fgura, итал. Figura) — город на Мальте. Находится на юге острова. Число жителей в марте 2014 г. — 11 670. Главной достопримечательностью является Приходская Церковь Богоматери.

## История
Считается, что поселение, где в настоящее время находится Фгура, существовало в финикийские времена. В период с 28 октября по 2 декабря 1948 года в Фгуре было найдено шесть финикийских гробниц, датируемых IV или III веком до н. э. Эти гробницы имели необычные формы. В них были найдены человеческие скелеты, останки животных, керамика, бронзовые материалы и предметы. В Фгуре улица была названа «Triq is-Sejba Punika» (на русском языке — «Финикийская улица открытий») — в честь этих исторических находок.
До Второй мировой войны Фгура был сельской деревней, которая состояла из нескольких фермерских домов, из которых практически ничего не осталось. Там было 20 семей, а жители этого города были фермерами.
Большая часть Фгуры была построена в 1960-х — 1980-х годах. По мере роста населения возникла необходимость в строительстве новой современной церкви. Новая церковь была торжественно открыта 25 мая 1988 года и была освящена архиепископом Иосифом Мерсиека 1 февраля 1990 года.

## Местный совет Фгуры
Местные советы на Мальте были учреждены парламентом в июле 1993 года. Первые выборы в местные органы власти во Фгуре состоялись 16 апреля 1994 года, а последующие выборы проводились каждые три года во вторую субботу марта. 
Первым мэром Фгуры был Энтони Деджованни. Его сменил Спаситель Камиллери в 1997 году. Энтони Деджованни вернулся на свой пост 1 апреля 2000 года, затем ушёл в отставку в 2004 году, и его место занял Даррен Мармара.